# Викторијини водопади
Викторијини водопади спадају међу најлепше водопаде на свету. Налазе се на Замбезији, граничној реци између Замбије и Зимбабвеа.
Водопади су широки преко 1,5 km са падом од 128 метара. Дејвид Ливингстон, шкотски истраживач, открио је водопаде 1855. године и назвао их по краљици Викторији, иако је локално име водопада “Дим који грми” (Mosi-oa-Tunya).
Водопади се налазе на територији два национална паркаMosi-oa-Tunya National Park у Замбији и Викторијини Водопади у Зимбабвеу и представљају једну од највећих туристичких атракција на југу Африке.
Викторијини водопади имају статус Светске баштине (World Heritage) по УНЕСКО конвенцији о Светској баштини (UNESCO World Heritage convention).